# Киоеа

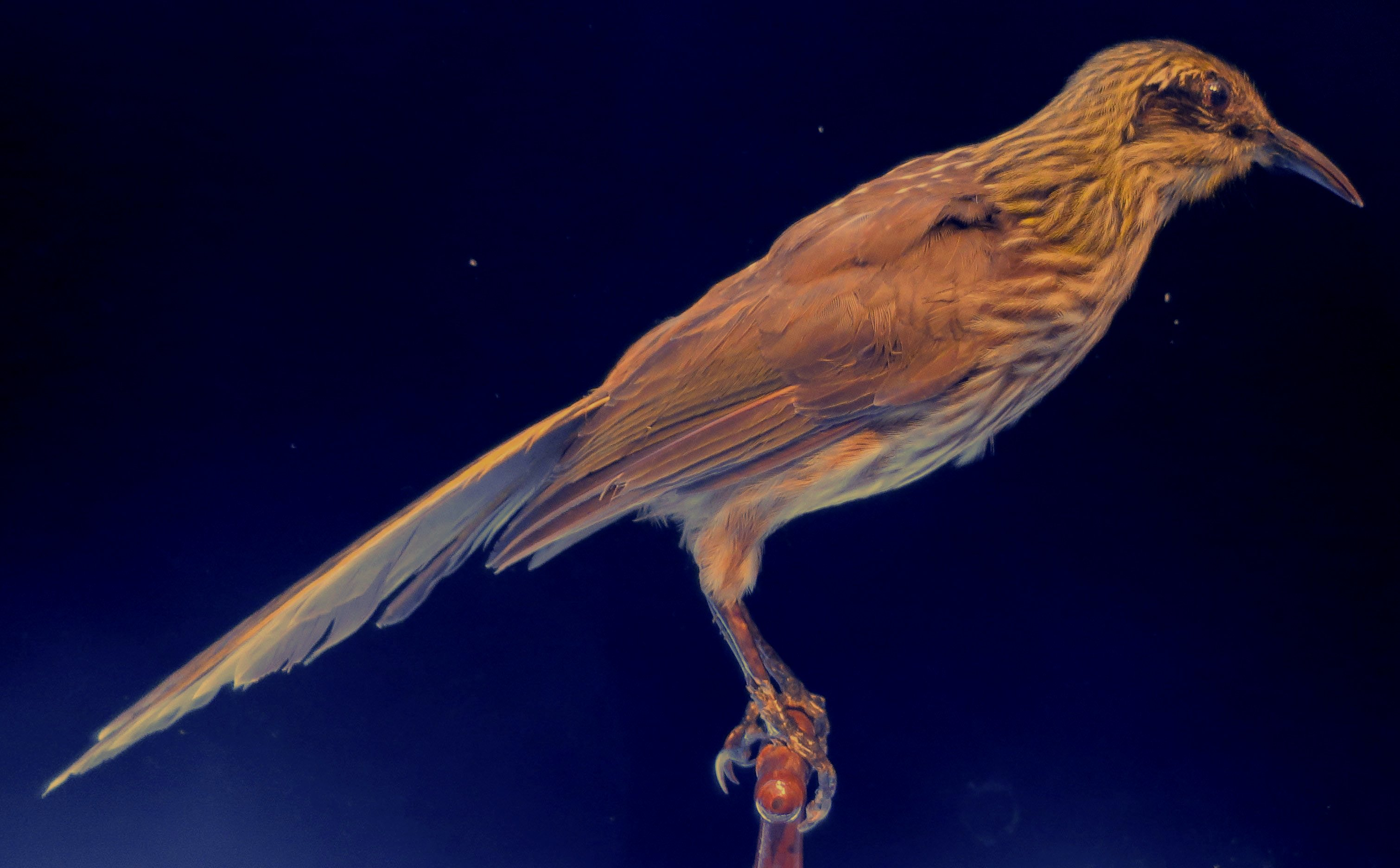
Чучело в музее Бишопа

Киоеа, или киоэа, или медосос-киоеа (лат. Chaetoptila angustipluma) — вымершая певчая птица семейства гавайских медососов, эндемик Гавайев.

## Описание
Длина тела киоеа составляла 33 см. Верхняя часть тела была большей частью зеленовато-коричневого цвета, нижняя часть тела грязно-белого цвета. На лице имелась «маска», глаза были тёмно-коричневые. Название «kioea» в переводе с гавайского языка означает «длинноногий».

## Распространение
Область распространения Киоеа была вероятно ограничена территорией вокруг вулкана Килауэа на самом большом острове Гавайев. Здесь он населял горные леса. Сведения о том, что вид обитал также на острове Молокаи, основываются, вероятно, на путанице с таитянским кроншнепом (Numenius tahitiensis), которого также называют киоеа. В 1978 году палеонтолог Йосихико Синото обнаружил в пещере на острове Оаху ископаемые остатки птицы, чьи кости имели большое сходство с костями киоеа. Поэтому предполагается, что подвид обитал также на острове Оаху.

## Образ жизни
Об образе жизни птицы почти ничего не известно. Как и другие вымершие гавайские медососы, киоеа жил в кронах деревьев и питался нектаром, насекомыми и гусеницами.

## Вымирание
В 1840 году двое американских натуралистов Чарльз Пикеринг и Тициан Рамсей Пил получили типовой экземпляр киоеа. В 1859 году коллекционер птиц Джеймс Д. Миллс добыл в окрестностях Хило большое количество птиц. Основными причинами вымирания считаются обезлесение, интродуцированные хищники, инвазивные виды и болезни, а также охота на птиц. Сохранилось всего 4 чучела в музее Кембриджа, в Музее Бишопа (англ. Bishop Museum) в Гонолулу, в Смитсоновском институте в Вашингтоне и в Американском музее естественной истории в Нью-Йорке.